# Agnes Grey

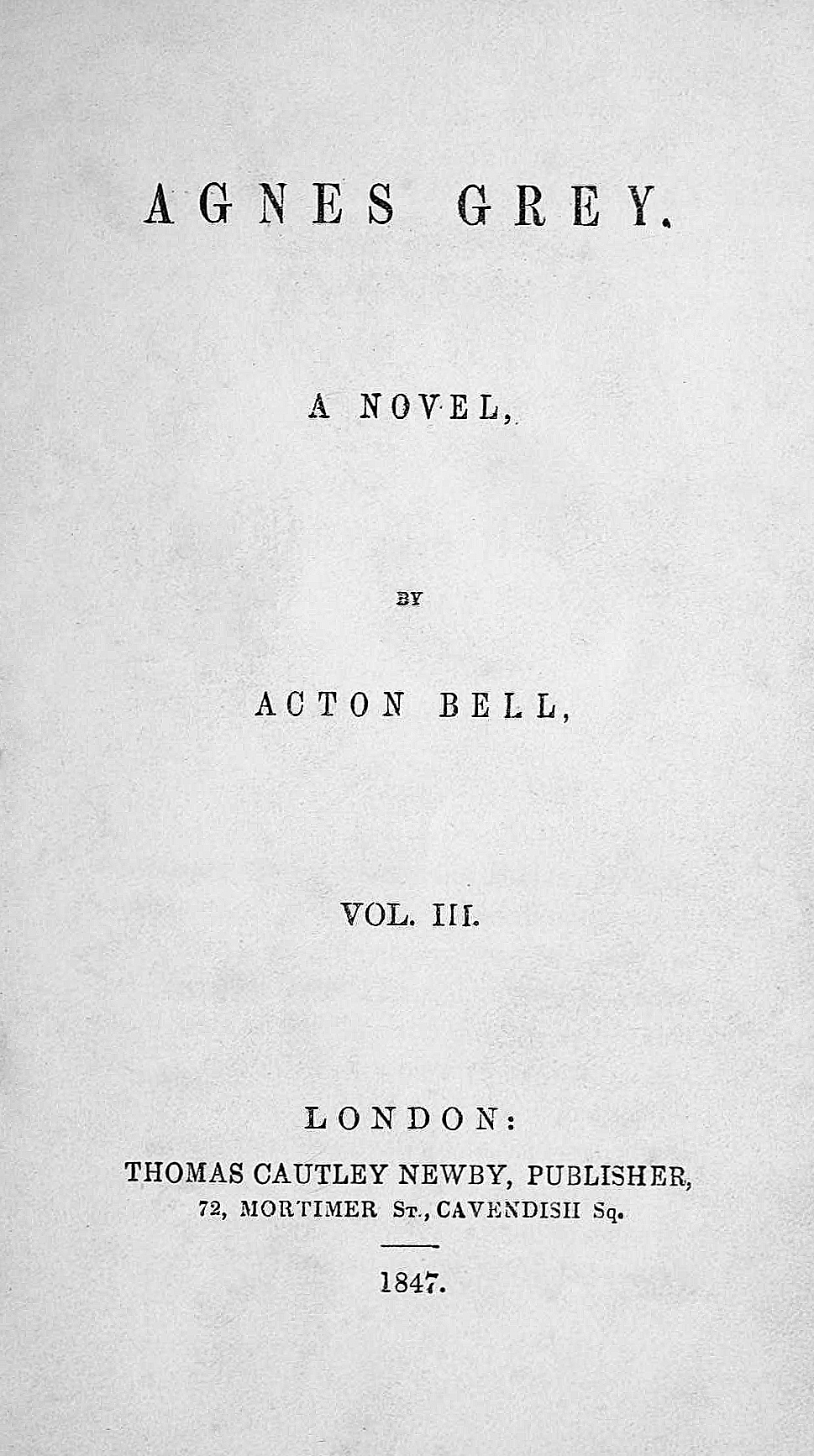
Titulní strana románu

Agnes Grey je první román anglické spisovatelky Anne Brontëové, sestry Emily a Charlotty Brontëových. Román vyšel v roce 1847 stejně jako romány Jana Eyrová a Na Větrné hůrce, proto nebyl tak doceněn. Úspěchu se dočkal až Annin druhý román Dvojí život Heleny Grahamové (The Tenant of Wildfell Hall).

## Děj
Mladá Agnes Greyová žila s matkou, otcem a starší sestrou Mary na faře, kde její otec pracoval. Rodina se ale dostala do finančních potíží, proto se Agnes rozhodne stát se vychovatelkou, aby tak mohla alespoň trochu přispět do rodinné pokladny. První pracovní místo získá v zámožné rodině Bloomfieldových. Jejich děti jsou rozmazlené a neposlušné, neschopné se něco naučit. Jejich matka, jež přehlíží všechny jejich chyby, vidí vinu v Agnes, a proto ji propustí. Agnes se vrací domů na faru a je pevně rozhodnuta ve své práci guvernantky pokračovat. Tentokrát se dostane do rodiny Murrayových, která je na společenském žebříčku ještě výše. Vychovává starší dívky, Matyldu a Rosalii, které jsou sice o trochu lepší než její předchozí svěřenci, ale ani tak to nemá Agnes lehké. Koníčkem starší, krásné, ale pyšné Rosalie je koketování. Objektem jejího zájmu se stává Edward Weston, kterého Agnes tajně miluje. Avšak dál v sobě živí naděje, že k ní pociťuje alespoň malou náklonnost. Mezitím je Rosalie požádána o ruku bohatým mužem a ona jeho žádost přijímá kvůli jeho bohatství. Agnes odjíždí domů, protože stav jejího churavějícího otce se rychle zhoršuje. Avšak přijíždí pozdě, její otec zemřel. Spolu s matkou, která by zůstala sama, protože Mary se již provdala, se rozhodne založit si školu. Agnes odjede zpět k Murrayovým, ale po šesti týdnech dá výpověď. Odjíždí za matkou do města, kde vybudují školu. Agnes je však nešťastná. Stále žije v nadějích, že ještě někdy pana Westona potká, ačkoliv rozum jí říká, že je to nesplnitelné. Jednoho dne se jde brzy ráno projít po pláži. Potká zde pana Westona. Ten ji začne pravidelně navštěvovat a po nějakém čase ji požádá o ruku. Agnes s radostí přijímá.